# Kaple svatého Václava (Holasice)
Kaple svatého Václava stojí v obci Holasice v okrese Brno-venkov. Je kulturní památkou ČR. Kaple náleží pod římskokatolickou farnost Rajhrad, děkanství šlapanické, diecéze brněnská.
U kaple sv. Václava se každoročně pořádají obecní Václavské hody. Kaple je součástí Svatojakubské poutní trasy.

## Historie
Kaple byla postavena na místě původní dřevěné zvonice, která byla v roce 1840 stržena a postavena jako zděná. Do zvonice byl umístěn oltář a obraz svatého Václava. V roce 1848 byla zvonice přestavěna na kapli a zasvěcena svatému Václavovi. Vysvěcena byla rajhradským opatem Viktorem Schlossarem.

### Architektura
Kaple je jednolodní zděná stavba postavená z cihel na nízkém soklu na půdorysu obdélníku s půlkruhovým závěrem. Hladká fasáda je členěna lizénami a hlavní římsou. Boční stěny lodi jsou prolomeny jedním oknem v šambráně, které je zakončeno půlkulatým záklenkem s jedním klenákem. V průčelí jsou pravoúhlé dveře, nad nimi je půlkruhové klenutí. Nad vchodem je štít s nízkými pilíři, který přechází do zvonového patra. Patro je členěno rohovými lizénami a oky s půlkruhovými záklenky. Sedlová střecha přechází nad kněžištěm ve valbovou, zvonové patro má stanovou střechu s makovicí a křížem. Nad vchodem je umístěn dřevěný kříž.

### Interiér
Po stranách hlavního oltáře stojí sochy svatého Cyrila a svatého Metoděje z roku 1858. Oltářní obraz sv. Václava z roku 1840 byl v roce 1928 nahrazen novým obrazem svatého Václava od akademického malíře Jano Köhlera. Loď je zaklenuta plackou.

### Zvony
Ve zvonovém patře kaple jsou zavěšeny dva zvony. Původní zvon o hmotnosti 35 kg a s reliéfem sv. Václava a sv. Ludmily z roku 1840, který byl zabaven v roce 1916 v době první světové války, byl nahrazen v roce 1923 novým. Zvon opět zdobený reliéfy sv. Václava a sv. Ludmily nese nápis:
| „ | Svatý Václave, vévodo české země, nedej zahynouti nám i budoucím! 1923 | “ |

Druhým zvonem je umíráček, který je vysoký 20 cm a má spodní průměr 27 cm. Přestože je na zvonu datace 1730, uvádí se jako doba jeho vzniku rok 1736.